# Reesdorf (Fläming)
Reesdorf este o comună în Saxonia-Anhalt, Germania